# Jadwiga Gadulanka
Jadwiga Gadulanka (ur. 12 kwietnia 1941) – polska śpiewaczka (sopran liryczno-dramatyczny z koloraturą), pedagog. 

## Życiorys
Naukę na fortepianie rozpoczęła w wieku 6 lat. Ukończyła PSM i PŚSM w Łodzi w klasie fortepianu W. Masewicza i A. Wrocławskiej. Studia wokalne rozpoczęła w PWSM w Łodzi w klasie Orłowa (1962-64) i kontynuowała w PWSM w Warszawie w klasie M. Halfterowej (1964-67), uzyskując dyplom z wyróżnieniem. W 1973 roku uczestniczyła w kursach mistrzowskich G. Favaretta w Sienie. W latach 1967–70 była solistką Teatru Wielkiego w Warszawie. W 1968 zadebiutowała na jego deskach jako Marzenka w Sprzedanej narzeczonej B. Smetany. W latach 1972–77 uczyła śpiewu w warszawskiej PWSM, a od 1975-77 była solistką Teatru Muzycznego w Krakowie. W latach 1977–87 – adiunkt Akademii Muzycznej i solistka Opery Wrocławskiej. Od 1984 stale współpracowała z Teatrem Wielkim w Warszawie. Od czasu swojego debiutu wykonywała wiele pierwszoplanowych partii operowych. W jej rozległym repertuarze oratoryjnym i pieśniarskim ważne miejsce zajmowała muzyka polska XX wieku, m.in. utwory Szymanowskiego, Lutosławskiego, Pendereckiego. Koncertowała w wielu krajach europejskich. Dokonała licznych nagrań radiowych, telewizyjnych i płytowych (dla wytwórni PN, EMI, DUX, Naxos). Ma za sobą także epizod aktorski. Wystąpiła w roli ciotki Anieli w polskim serialu Strachy w reż. S. Lenartowicza (1979).

## Nagrody
- II nagroda na Międzynarodowym Konkursie Muzycznym w Monachium (1967)
- III Nagroda na Międzynarodowym Konkursie Muzyki Współczesnej w Rzymie (1973)

## Dyskografia
- Karol Szymanowski: Katowice Polish State Philharmonic Orchestra & Chorus, Polish State Philharmonic Orchestra/Stryja – Songs with Orchestra – (CD) 2009 – Marco Polo
- Karol Szymanowski: Polish Radio Symphony Orchestra/Maksymiuk,Semkov,Wit – Violin Concertos, Stabat Mater, Symphony No. 3 and Others – Reissue, Compilation (2 x CD) 2008 – EMI Classics
- Krzysztof Penderecki: Polish Radio Chorus, Polish Radio Symphony Orchestra – Symphony No. 2 'Christmas' / Sacred Works – Reissue, Compilation (2 x CD) 2008 – Recorded 1972,1975,1973 – EMI Classics – LC 06646
- Szymanowski/Górecki/Baird: Polish Radio National Symphony Orchestra/Antoni Wit – Violin Concertos 1 & 2, Litania do Marii Panny, Three Pieces in the Old Style, Colas Breugnon – Suite – Reissue, Compilation (2 x CD) 2006 – EMI Classics
- Karol Szymanowski: The National Polish Symphony Orchestra in Katowice/Wit – Stabat Mater; Litania; Demeter – (CD) 2003 – Dux Recording Prod.
- Karol Szymanowski: Polish State Philharmonic Orchestra & Chorus (Katowice)/Stryja – Stabat Mater Op. 53 – (CD) 1997 – Naxos
- Karol Szymanowski: Katowice Polish State Philharmonic Orchestra & Chorus, Polish State Philharmonic Orchestra/Stryja – Songs with Orchestra – (CD) 1997 – Naxos
- Krzysztof Penderecki: Royal Stockholm Philharmonic Orchestra/Krzysztof Penderecki – A Polish Requiem; The Dream of Jacob – (2 x CD) 1996 – Chandos
- Krzysztof Penderecki: Polskie Requiem – Release (2 x Vinyl, LP) 1987 – Polskie Nagrania Muza – SX 2319 – SX 2320
- Krzysztof Penderecki: Te Deum/Lacrimosa – Release (Vinyl) 1983 – Tonpress – SXT32
- Karol Szymanowski: Schweizerisches Festspielorchester/Rowicki, National Warsaw Philharmonic Orchestra & Choir/Kord – Sinfonie Nr.3 / Litanei Op.59 / Stabat Mater – (Vinyl, LP) 1982 – Schwann – AMS 3538
- Krzysztof Penderecki: Te Deum/Lacrimosa – Release (Vinyl,LP,Album) 1981 – Angel Records – DS-38060